# Tom Sorahan
Tom Sorahan (* 7. Mai 1950) ist ein britischer Epidemiologe, Arbeits- und Umweltmediziner.
Sorahan studierte zunächst Physik an der University of Birmingham mit  dem Bachelor-Abschluss 1970 und war danach in der Abteilung für Arbeits- und Umweltmedizin (Social Medicine) der Universität als Assistent von Pat Prior und Mitarbeiter an Studien zum Krebsregister. 1982 wurde er promoviert  (Ph. D.) mit einer Studie über Krebsrisiken von Arbeitern in einer Fabrik für Nickel-Cadmium Batterien. Er widmete sich seit dieser Zeit epidemiologischen Studien zu Krebsrisiken im Arbeitsumfeld verschiedener Handwerke und Industrien und wurde 1991 Senior Research Fellow, 1993 Senior Lecturer, 1997 Reader und 2000 Professor für Epidemiologie in der Arbeitswelt (Occupational Epidemiology) im Institute of Applied Health Research der Medizinischen Fakultät.
Beispiele seiner Arbeit sind epidemiologische Studien von 80.000 Beschäftigten in der Elektrizitätswirtschaft Großbritanniens bezüglich der Gefahren elektromagnetischer Felder (wobei er im Gegensatz zu einer vorherigen US-Studie keine Verbindung zu erhöhtem Risiko von Leukämie und Gehirntumoren fand) und von 50.000 Beschäftigten in der ölverarbeitenden chemischen Industrie bezüglich Benzol-Risiken. Bezüglich Benzol hatte Sorahan zuvor bei Untersuchung von Beschäftigten in den 1950er und 1960er Jahren ein verdoppeltes Risiko für Akute myeloische Leukämie für Arbeiter aus verschiedenen Industrien gefunden, in seiner späteren Nachfolgestudie, die nur die Ölindustrie umfasste, aber nicht mehr. Die möglichen Gefahren elektromagnetischer Strahlung untersucht er weiter auch im Bereich Mobilfunk.
Weitere Studien betrafen Lungenkrebs bei Arbeitern die Ruß und Ähnlichem ausgesetzt waren, bei Arbeitern in der Nickel/Chromverarbeitung, Blasenkrebs bei MBT-Kontakt sowie Arbeiter in Kontakt mit  Polyurethan-Schaum, in der Halbleiterindustrie, der Gummi- und Reifenindustrie und anderen Bereichen der chemischen Industrie, bei Chlortoluolen und in Stahlgießereien. In einer Neubewertung der AHS-Studie (US Agricultural Health Study, Untersuchung von rund 57.000 Personen, die mit Pestiziden in Berührung kamen) kam er 2015 zu dem Schluss, dass kein Zusammenhang von Multiplen Myelomen und Glyphosat besteht. Dieser Punkt war in einer Studie von 2005 offen geblieben, die ansonsten kein erhöhtes Krebsrisiko bei Glyphosat finden konnte.
Er befasst sich auch mit der Epidemiologie von Krebs bei Kindern, insbesondere falls die Eltern Raucher waren oder ionisierender Strahlung ausgesetzt waren.
1999 erhielt er einen D.Sc. in Occupational Health in Birmingham.
Er ist Honorary Fellow der Faculty of Occupational Medicine in Birmingham.

## Schriften
- T. Sorahan: Bladder cancer risks in workers manufacturing chemicals for the rubber industry. In: Occup Med. Band 58, 2008, S. 496–501.
- T. Sorahan: Cancer risks in chemical production workers exposed to 2-mercaptobenzothiazole. In: Occup Environ Med. Band 66, 2009, 269-273.
- T. Sorahan: Lung cancer mortality in arsenic-exposed workers from a cadmium recovery plant. In: Occup Environ Med. Band 59, 2009, S. 264–266.
- A. Dost, J. K. Straughan, T. Sorahan: Cancer incidence and exposure to 4,4`-methylene-bis-ortho-chloroaniline (MbOCA). In: Occup Med. Band 59, 2009, S. 402–405.
- T. Hara, T. Hoshuyama, K. Takahashi, V. Delgermaa, T. Sorahan: Cancer risk among Japanese chromium platers, 1976–2003. In: Scand J Work Environ Health. Band 36, 2010, S. 216–221.
- T. Sorahan: Cadmium, arsenic and lung cancer: the bigger picture. In: Occup Med. Band 60, 2010, S. 236.
- E. M. Ward, P. A. Schulte, K. Straif, T. Sorahan, L. Zeise, V. J. Cogliano u. a.: Research recommendations for selected IARC-classified agents. In: Environ Health Perspect. Band 118, 2010, S. 1355–1362.
- E. K. Park, K. Takahashi, T. Hoshuyama, T. J. Cheng, V. Delgermaa, G. V. Le, T. Sorahan: Global magnitude of reported and unreported mesothelioma. In: Environ Health Perspect. Band 119, 2011, S. 514–518.
- T. Sorahan: Cancer incidence in UK electricity generation and transmission workers, 1973–2008. In: Occup. Med. Band 62, 2012, S. 496–505. PMID 22949586
- T. Sorahan: Magnetic fields and brain tumour risks in UK electricity supply workers. In: Occup. Med. Band 64,  2014, S. 157–165. PMID 24562302
- T. Sorahan, N. Mohammed: Neurodegenerative disease risks and magnetic field exposures in UK electricity supply workers. In: Occup. Med. Band 64, 2014, S. 454–460.
- T. Sorahan: Multiple myeloma and glyphosate use: a reanalysis of US Agricultural Health Study (AHS) data. In: Int J Environ Res Public Health. Band 12, 2015, S. 1548–1559. PMID 25635915
- T. Sorahan, N. Mohammed: Incidence of myelodysplastic syndrome (MDS) in UK petroleum distribution workers. In: Int J Environ Res Public Health. Band 13, 2016, S. E474. PMID 27164123
- Gary M. Williams, Marilyn Aardema, John Acquavella, Sir Colin Berry, David Brusick, Michele M. Burns, Joao Lauro Viana de Camargo, David Garabrant, Helmut A. Greim, Larry D. Kier, David J. Kirkland, Gary Marsh, Keith R. Solomon, Tom Sorahan, Ashley Roberts, Douglas L. Weed: A review of the carcinogenic potential of glyphosate by four independent expert panels and comparison to the IARC assessment. In: Critical Reviews in Toxicology. Band 46, S1, 2016, S. 3–20. PMID 27677666